# Joel Aguilar
Joel Antonio Aguilar Chicas (San Salvador, 2 juli 1975) is een voormalig Salvadoraanse voetbalscheidsrechter die momenteel woonachtig is in San Salvador. Hij is in dienst van de FIFA sinds 2001.
Hij werd geselecteerd als scheidsrechter voor het Wereldkampioenschap voetbal onder 20 in 2007, hij floot daar de wedstrijden Verenigde Staten versus Zuid-Korea, Nieuw-Zeeland versus Gambia en Oostenrijk versus Chili.
Hij werd ook geselecteerd als scheidsrechter voor het wereldkampioenschap voetbal 2010. In maart 2013 noemde de FIFA Aguilar een van de vijftig potentiële scheidsrechters voor het Wereldkampioenschap voetbal 2014 in Brazilië. Op 15 januari 2014 maakte de wereldvoetbalbond bekend dat hij een van de 25 scheidsrechters op het toernooi zou zijn. Daarbij werd hij geassisteerd door William Alexander Torres Mejia en Juan Francisco Zumba Galan.
Op 26 juli 2015 leidde Aguilar de finale van de CONCACAF Gold Cup 2015 tussen Jamaica en Mexico (1–3), met de Panamees John Pitti als vierde official. Ook leidde hij de CONCACAF Cup 2015, een play-offwedstrijd op 10 oktober 2015 tussen Mexico en de Verenigde Staten ter kwalificatie voor de FIFA Confederations Cup 2017. Mexico won met 3–2.
Tijdens de CONCACAF Gold Cup 2017 leidde hij twee wedstrijden waaronder de halve finale tussen Costa Rica en de Verenigde Staten. De wedstrijd eindigde op een 0–2 overwinning van de Verenigde Staten na doelpunten van Jozy Altidore en Clint Dempsey.
Hij werd ook geselecteerd als scheidsrechter voor het Wereldkampioenschap voetbal 2018 in Rusland. Hij leidde op 18 juni 2018 in Nizjni Novgorod 1 groepswedstrijd in groep F tussen Zweden en Zuid-Korea. De wedstrijd eindigde op 1–0.

## Interlands
| Datum             | Plaats                            | Wedstrijd                               | Uitslag      | Competitie              | Kreeg geel | Kreeg voor de tweede keer geel en dus rood | Weggestuurd |
| ----------------- | --------------------------------- | --------------------------------------- | ------------ | ----------------------- | ---------- | ------------------------------------------ | ----------- |
| 9 juni 2007       | East Rutherford, Verenigde Staten | Mexico – Cuba                           | 2 – 1        | CONCACAF Gold Cup 2015  | 2          | 0                                          | 0           |
| 14 juni 2007      | Houston, Verenigde Staten         | Cuba – Honduras                         | 0 – 5        | CONCACAF Gold Cup 2015  | 2          | 0                                          | 1           |
| 26 maart 2008     | Macoya, Trinidad en Tobago        | Montserrat – Suriname                   | 1 – 7        | Kwalificatie WK 2010    | 0          | 0                                          | 0           |
| 9 juni 2008       | East Rutherford, Verenigde Staten | Verenigde Staten – Argentinië           | 0 – 0        | Vriendschappelijk       | 4          | 2                                          | 0           |
| 15 juni 2008      | Port-au-Prince, Haïti             | Haïti – Nederlandse Antillen            | 0 – 0        | Kwalificatie WK 2010    | 4          | 0                                          | 0           |
| 21 juni 2008      | Montreal, Canada                  | Canada – Saint Vincent en de Grenadines | 4 – 1        | Kwalificatie WK 2010    | 4          | 0                                          | 0           |
| 21 augustus 2008  | Mexico-Stad, Mexico               | Mexico – Honduras                       | 2 – 1        | Kwalificatie WK 2010    | 4          | 1                                          | 0           |
| 7 september 2008  | Havana, Cuba                      | Cuba – Verenigde Staten                 | 0 – 1        | Kwalificatie WK 2010    | 4          | 0                                          | 0           |
| 20 november 2008  | Kingston, Jamaica                 | Jamaica – Canada                        | 3 – 0        | Kwalificatie WK 2010    | 1          | 0                                          | 0           |
| 12 februari 2009  | San José, Costa Rica              | Costa Rica – Honduras                   | 2 – 0        | Kwalificatie WK 2010    | 4          | 0                                          | 0           |
| 10 juli 2009      | Houston, Verenigde Staten         | Mexico – Panama                         | 1 – 1        | CONCACAF Gold Cup 2009  | 5          | 0                                          | 3           |
| 18 juli 2009      | Philadelphia, Verenigde Staten    | Canada – HON                            | 0 – 1        | CONCACAF Gold Cup 2009  | 4          | 0                                          | 0           |
| 10 september 2009 | Port of Spain, Trinidad en Tobago | Trinidad en Tobago – Verenigde Staten   | 0 – 1        | Kwalificatie WK 2010    | 1          | 0                                          | 0           |
| 13 oktober 2010   | Ciudad Juárez, Mexico             | Mexico – Venezuela                      | 2 – 2        | Vriendschappelijk       | 4          | 2                                          | 0           |
| 29 maart 2011     | Mazatenango, Guatemala            | Guatemala – Bolivia                     | 1 – 1        | Vriendschappelijk       | 3          | 0                                          | 0           |
| 14 juni 2011      | Harrison, Verenigde Staten        | Honduras – Jamaica                      | 0 – 1        | CONCACAF Gold Cup 2011  | 6          | 0                                          | 0           |
| 26 juni 2011      | Pasadena, Verenigde Staten        | Verenigde Staten – Mexico               | 2 – 4        | CONCACAF Gold cup 2011  | 4          | 0                                          | 0           |
| 11 augustus 2011  | San José, Costa Rica              | Costa Rica – Ecuador                    | 0 – 2        | Vriendschappelijk       | 2          | 0                                          | 0           |
| 12 oktober 2011   | Harrison, Verenigde Staten        | Verenigde Staten - Ecuador              | 0 – 1        | Vriendschappelijk       | 3          | 0                                          | 0           |
| 13 juni 2012      | Guatemala-Stad, Guatemala         | Guatemala – Verenigde Staten            | 1 – 1        | Kwalificatie WK 2014    | 6          | 0                                          | 0           |
| 13 oktober 2012   | Panama-Stad, Panama               | Panama – Honduras                       | 0 – 0        | Kwalificatie WK 2014    | 2          | 0                                          | 0           |
| 23 maart 2013     | Commerce City, Verenigde Staten   | Verenigde Staten – Costa Rica           | 1 – 0        | Kwalificatie WK 2014    | 2          | 0                                          | 0           |
| 5 juni 2013       | Kingston, Jamaica                 | Jamaica – Mexico                        | 0 – 1        | Kwalificatie WK 2014    | 2          | 0                                          | 0           |
| 17 juni 2013      | Belo Horizonte, Brazilië          | Tahiti – Nigeria                        | 1 – 6        | Confederations Cup 2013 | 1          | 0                                          | 0           |
| 23 juni 2013      | Fortaleza, Brazilië               | Nigeria – Spanje                        | 0 – 3        | Confederations Cup 2013 | 0          | 0                                          | 0           |
| 12 juli 2013      | Seattle, Verenigde Staten         | Mexico – Canada                         | 2 – 0        | CONCACAF Gold Cup 2013  | 2          | 0                                          | 0           |
| 20 juli 2013      | Atlanta, Verenigde Staten         | Mexico – Trinidad en Tobago             | 1 – 0        | CONCACAF Gold cup 2013  | 3          | 0                                          | 0           |
| 28 juli 2013      | Chicago, Verenigde Staten         | Verenigde Staten – Panama               | 1 – 0        | CONCACAF Gold cup 2013  | 5          | 0                                          | 0           |
| 12 oktober 2013   | Mexico-Stad, Mexico               | Mexico – Panama                         | 2 – 1        | Kwalificatie WK 2014    | 3          | 0                                          | 0           |
| 15 juni 2014      | Rio de Janeiro, Brazilië          | Argentinië – Bosnië en Herzegovina      | 2 – 1        | WK 2014                 | 2          | 0                                          | 0           |
| 19 juni 2014      | Natal, Brazilië                   | Japan – Griekenland                     | 0 – 0        | WK 2014                 | 3          | 1                                          | 0           |
| 12 oktober 2014   | Querétaro, Mexico                 | Mexico – Panama                         | 1 – 0        | Vriendschappelijk       | 5          | 0                                          | 0           |
| 5 februari 2015   | San Pedro Sula, Honduras          | Honduras – Venezuela                    | 2 – 3        | Vriendschappelijk       | 5          | 0                                          | 0           |
| 14 juli 2015      | Kansas City, Verenigde Staten     | Haïti – Honduras                        | 1 – 0        | CONCACAF Gold Cup 2015  | 1          | 0                                          | 0           |
| 27 juli 2015      | Philadelphia, Verenigde Staten    | Jamaica – Mexico                        | 1 – 3        | CONCACAF 2015           | 4          | 0                                          | 0           |
| 9 september 2015  | Foxborough, Verenigde Staten      | Verenigde Staten – Brazilië             | 1 – 4        | Vriendschappelijk       | 2          | 0                                          | 0           |
| 11 oktober 2015   | Pasadena, Verenigde Staten        | Verenigde Staten – Mexico               | 2 – 3 (n.v.) | Concacaf Cup 2015       | 6          | 0                                          | 0           |
| 18 november 2015  | Panama-Stad, Panama               | Panama – Costa Rica                     | 1 – 2        | Kwalificatie WK 2018    | 6          | 0                                          | 0           |
| 11 juni 2016      | Chicago, Verenigde Staten         | Argentinië – Panama                     | 5 – 0        | Copa América 2016       | 7          | 1                                          | 0           |
| 23 juni 2016      | Chicago, Verenigde Staten         | Colombia – Chili                        | 0 – 2        | Copa América 2016       | 7          | 1                                          | 0           |
| 3 september 2016  | Panama-Stad, Panama               | Panama – Jamaica                        | 2 – 0        | Kwalificatie WK 2018    | 2          | 0                                          | 0           |
| 28 maart 2017     | San Pedro Sula, Honduras          | Honduras – Costa Rica                   | 1 – 1        | Kwalificatie WK 2018    | 3          | 0                                          | 0           |
| 12 juni 2017      | Mexico-Stad, Mexico               | Mexico – Verenigde Staten               | 1 – 1        | Kwalificatie WK 2018    | 2          | 0                                          | 0           |
| 15 juli 2017      | Frisco, Verenigde Staten          | Canada – Honduras                       | 0 – 0        | CONCACAF Gold Cup 2017  | 1          | 0                                          | 0           |
| 23 juli 2017      | Arlington, Verenigde Staten       | Costa Rica – Verenigde Staten           | 0 – 2        | CONCACAF Gold cup 2017  | 3          | 0                                          | 0           |
| 5 september 2017  | San Pedro Sula, Honduras          | Honduras – Verenigde Staten             | 1 – 1        | Kwalificatie WK 2018    | 3          | 1                                          | 0           |
| 11 oktober 2017   | San Pedro Sula, Honduras          | Honduras – Mexico                       | 3 – 2        | Kwalificatie WK 2018    | 5          | 0                                          | 0           |
| 18 juni 2018      | Nizjni Novgorod, Rusland          | Zweden – Zuid-Korea                     | 1 – 0        | WK 2018 groepsfase      | 3          | 0                                          | 0           |

Laatste aanpassing op 13 juli 2018